# Сухарева Балка (Межевский район)
Сухарева Балка (укр. Сухарева Балка) — село,
Райпольский сельский совет,
Межевский район,
Днепропетровская область,
Украина.
Код КОАТУУ — 1222687707. Население по переписи 2001 года составляло 30 человек.

## Географическое положение
Село Сухарева Балка находится на расстоянии в 0,5 км от села Райполе.
По селу протекает пересыхающий ручей с запрудой.